# Oliwia Woś
Oliwia Woś, född den 15 augusti 1999, är en polsk fotbollsspelare (försvarare).
Oliwia Woś inledde sin seniorkarriär med spel i VfL Bochum år 2016. Hon har även spelat för Herforder SV, DSC Arminia Bielefeld och FC Basel innan hon 2025 värvades av 1. FC Nürnberg. Hon representerar även det polska damlandslaget, där hon debuterade år 2017.